# Geszanowo
Geszanowo (bułg. Гешаново) – wieś w Bułgarii, w obwodzie Dobricz, w gminie Dobriczka. Według danych szacunkowych Ujednoliconego Systemu Ewidencji Ludności oraz Usług Administracyjnych dla Ludności, 15 czerwca 2022 roku miejscowość liczyła 95 mieszkańców.

## Osoby związane z miejscowością

### Urodzeni
- Żelu Miluszew (1941–1994) – bułgarski polityk